# Фредерік Борстінг
Фредерік Борстінг (дан. Frederik Børsting, нар. 13 лютого 1995) — данський футболіст, півзахисник клубу «Ольборг».
Виступав, зокрема, за олімпійську збірну Данії.

## Клубна кар'єра
У дорослому футболі дебютував 2014 року виступами за команду клубу «Ольборг», кольори якої захищає й донині.

## Виступи за збірні
2014 року дебютував у складі юнацької збірної Данії, взяв участь у 2 іграх на юнацькому рівні, відзначившись одним забитим голом.
Протягом 2015 року залучався до складу молодіжної збірної Данії. На молодіжному рівні зіграв у 20 офіційних матчах, забив 2 голи.
2016 року  захищав кольори олімпійської збірної Данії. У складі цієї команди провів 4 матчі. У складі збірної — учасник футбольного турніру на Олімпійських іграх 2016 року у Ріо-де-Жанейро.

## Титули і досягнення
- Володар кубка Норвегії  (1):

«Бранн»: 2022-23